# Partido de Renovação Social (Guiné-Bissau)
Partido da Renovação Social (PRS) é um partido político de Guiné-Bissau.
É um dos principais partidos do país, geralmente fazendo oposição ao PAIGC.

## História
A abertura democrática de Guiné-Bissau permitiu a criação de diversos partidos no país, onde antes era permitido somente o Partido Africano para a Independência da Guiné e Cabo Verde (PAIGC). Kumba Yalá, que tinha sido expulso do PAIGC no ano anterior, fundou o PRS em janeiro de 1992.
Yalá correu na eleição presidencial de 1994 pelo PRS, e recebeu 21,88% dos votos no primeiro turno no dia 3 de julho. Embora a oposição tenha se unido sob a figura dele, no segundo turno, realizado no dia 7 de agosto, ele perdeu para o presidente Nino Vieira, recebendo 47,98% dos votos. O PRS ganhou 10,3% dos votos na eleição parlamentar de 3 de julho do mesmo ano, conquistando 12 dos 100 assentos. The PRS won 10.3% of the vote
Depois que Vieira foi deposto num golpe de Estado no dia 7 de maio de 1999, o governo de transição sob a liderança de Malam Bacai Sanhá realizou novas eleições. Mais uma vez Yalá concorreu à presidência. No primeiro turno, realizado em novembro de 1999, ele recebeu 38,81% dos votos; e no segundo turno, em janeiro de 2000, ele derrotou decisivamente Sanhá com 72% dos votos. Nas eleições legislativas, também realizada em novembro, o PRS ganhou 38 dos 102 assentos, tornando-se o maior partido na Assembleia Nacional Popular. O PRS indicou  seu líder congressista, Caetano N'Tchama, para assumir primeiro-ministro em janeiro 2000. Yalá renunciou ao cargo de presidente do PRS em maio de 2000. O primeiro-ministro Alamara Nhassé foi eleito como líder do partido em janeiro de 2002 em uma convenção PRS, na sequência da sua demissão como primeiro-ministro no final do ano, ele renunciou ao cargo de líder do partido e foi substituído por Alberto Nan Beia.
O período em que o PRS esteve no poder foi caracterizado por uma má situação econômica e instabilidade política. Yalá foi acusado por críticos de ser irregular e ter tendências autocráticas. Ele dissolveu o parlamento em novembro de 2002, mas as eleições antecipadas previstas para serem realizadas em fevereiro de 2003 foram adiadas várias vezes, até que o próprio Yalá foi deposto num golpe de Estado liderado por Veríssimo Correia Seabra, em 14 de setembro de 2003. O governo militar de Seabra escolheu o secretário-geral do PRS, Artur Sanhá, para tornar-se primeiro-ministro de um governo de transição, com Henrique Rosa como presidente; eles foram empossados em 28 de setembro. Sanhá assumiu o cargo, apesar da oposição de 15 dos 17 partidos políticos envolvidos, que cobravam do primeiro-ministro independência governativa.
A eleição legislativa 2004 foi ganha pelo PAIGC, que recebeu 33,88% dos votos e 45 dos 100 assentos, o PRS tornou-se o segundo partido mais forte no parlamento, com 26,50% dos votos e 35 assentos. A PRS concordou em apoiar a PAIGC no parlamento, em troca de uma série de cargos importantes, apesar de não ter qualquer ministro no governo. Yalá foi libertado da prisão domiciliar pouco antes das eleições legislativas em março de 2005, sendo escolhido pelo PRS como seu candidato na eleição presidencial daquele ano. Ele recebeu 25% dos votos no primeiro turno eleitoral e, portanto, não poderia participar do segundo turno, que foi realizada entre Malam Bacai Sanhá e João Bernardo Vieira. Yalá e seu partido protestaram contra o resultado do primeiro turno, alegando ter efetivamente recebido a maioria dos votos. Entretanto Yalá posteriormente reconheceu o resultado e endossou a candidatura de Vieira para o segundo turno.
Por causa de uma crise no PAIGC, que causou a desfiliação de muitos parlamentares deste partido, o PRS tornou-se mais uma vez o maior partido no parlamento.
Em 12 de novembro de 2006, a Yalá foi eleito novamente presidente da PRS no terceiro congresso do partido, com cerca de 70% dos votos. O líder anterior, Nan Beia, recebeu 20%. Sua vitória foi, porém, contestada por seus adversários dentro do partido.
Em março de 2007, o PRS formou uma tríplice-aliança partidária, com o PAIGC e o Partido Unido Social Democrático, onde tentaram formar um novo governo. Isto levou a um bem-sucedida estratégia, que culminou numa moção de censura contra Aristides Gomes. Sua demissão ocorreu no fim do mês, abrindo espaço para a indicação, pelos três partidos, de um novo primeiro-ministro, Martinho Ndafa Kabi. Ele foi nomeado por Vieira, e em 17 de abril de um novo governo foi formado, composto por ministros dos três partidos.
Em maio de 2007, na sequência de um apelo para a anulação do terceiro congresso ordinário por uma facção do PRS contra Yalá, o Tribunal Regional de Bissau cancelou resoluções do congresso e Yalá foi removido da liderança do partido. Em 23 de agosto de 2007, no entanto, a Suprema Corte da Guiné-Bissau reverteu essa decisão e Yalá foi reconduzido á liderança do partido.

## Resultados eleitorais

### Eleições legislativas
| Data | CI. | Votos   | %              | +/-  | Deputados | +/- |
| ---- | --- | ------- | -------------- | ---- | --------- | --- |
| 1994 | 4.º | 29 957  | 10,30 / 100,00 |      | 12 / 100  |     |
| 1999 | 1.º |         |                |      | 38 / 100  | 26  |
| 2004 | 2.º | 113 656 | 26,50 / 100,00 |      | 35 / 100  | 3   |
| 2008 | 2.º | 115 755 | 25,21 / 100,00 | 1,29 | 28 / 100  | 7   |
| 2014 | 2.º | 180 432 | 30,76 / 100,00 | 5,55 | 41 / 102  | 13  |
| 2019 | 2.º | 127 104 | 21,10 / 100,00 | 9,66 | 21 / 102  | 20  |